# Orchis canariensis
Orchis patens là một loài lan đặc hữu của quần đảo Canaria.

## Hình ảnh

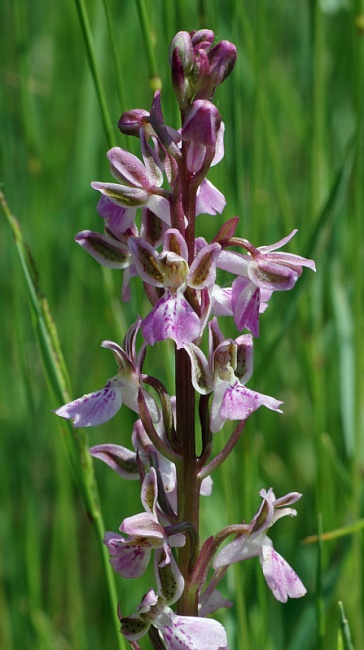
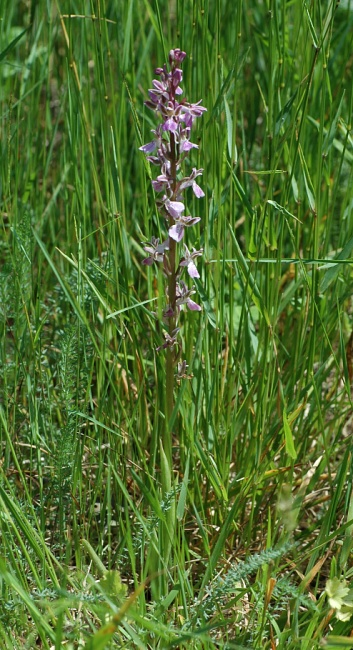
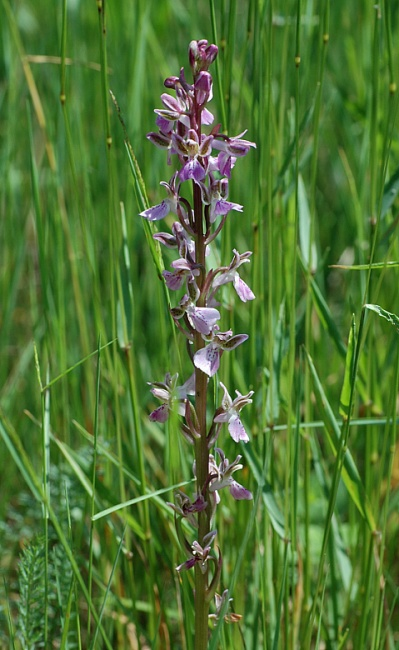
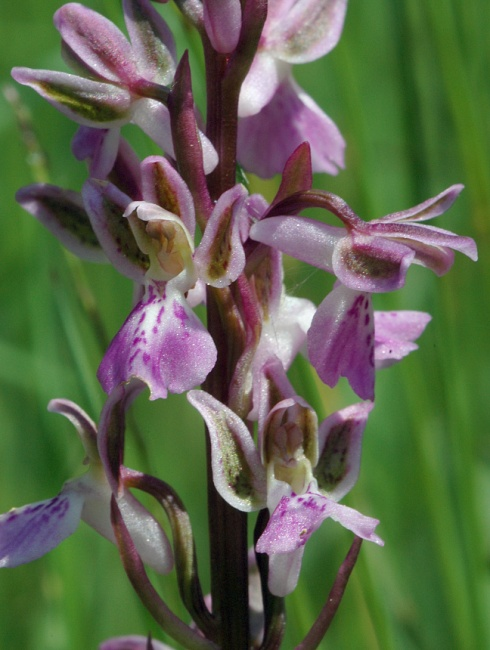